# 矛状耳蕨
矛状耳蕨（学名：Polystichum lonchitis），为鳞毛蕨科耳蕨属下的一个种。